# Slaget vid Porrassalmi
Slaget vid Porrassalmi utspelade sig den 12–13 juni 1789 vid Porrassalmi i Finland och blev en svensk seger.

## Bakgrunden
Den 11 juni fick överstelöjtnant Adolf Aminoff vid Savolax regemente som befann sig i Sankt Michels socken rapport om slaget vid Kyyrö några dagar tidigare, och att svenskarna där besegrats samt att armén nu befann sig på flykt mot hans område, tätt förföljda av ryssarna.
Savolaxbrigadens chef Curt von Stedingk gav major Georg Henrik Jägerhorn, som så nyligen som 8 juni ankommit från Stockholm, order om att möta fienden med trupperna från Savolax regemente, ca 500–600 man med två kanoner, vid Porrassalmi. Hans uppdrag var att försöka fördröja ryssarnas fortsatta frammarsch. Klockan 8 på kvällen den 11:e var man framme vid Porrassalmi och började göra förhuggningar och kasta upp försvarsvallar och byggde en travers i anslutning till en bro som här måste passeras.
Under tiden blev kapten Adlercreutz vid Nylands dragoner utskickad att rekognosera fiendens rörelser. Vid Sockala by en halv mil från utsattes en fältvakt för att kunna följa fiendens frammarsch. Sedan traversen var klar bestyckades den med de båda kanonerna under löjtnant Ugglas befäl. På förmiddagen 12 juni ankom överste Gripenberg med en del av Björneborgs regemente och 60 Ryttare av Nylands dragoner under befäl av löjtnant Tandefelt.

## Slaget

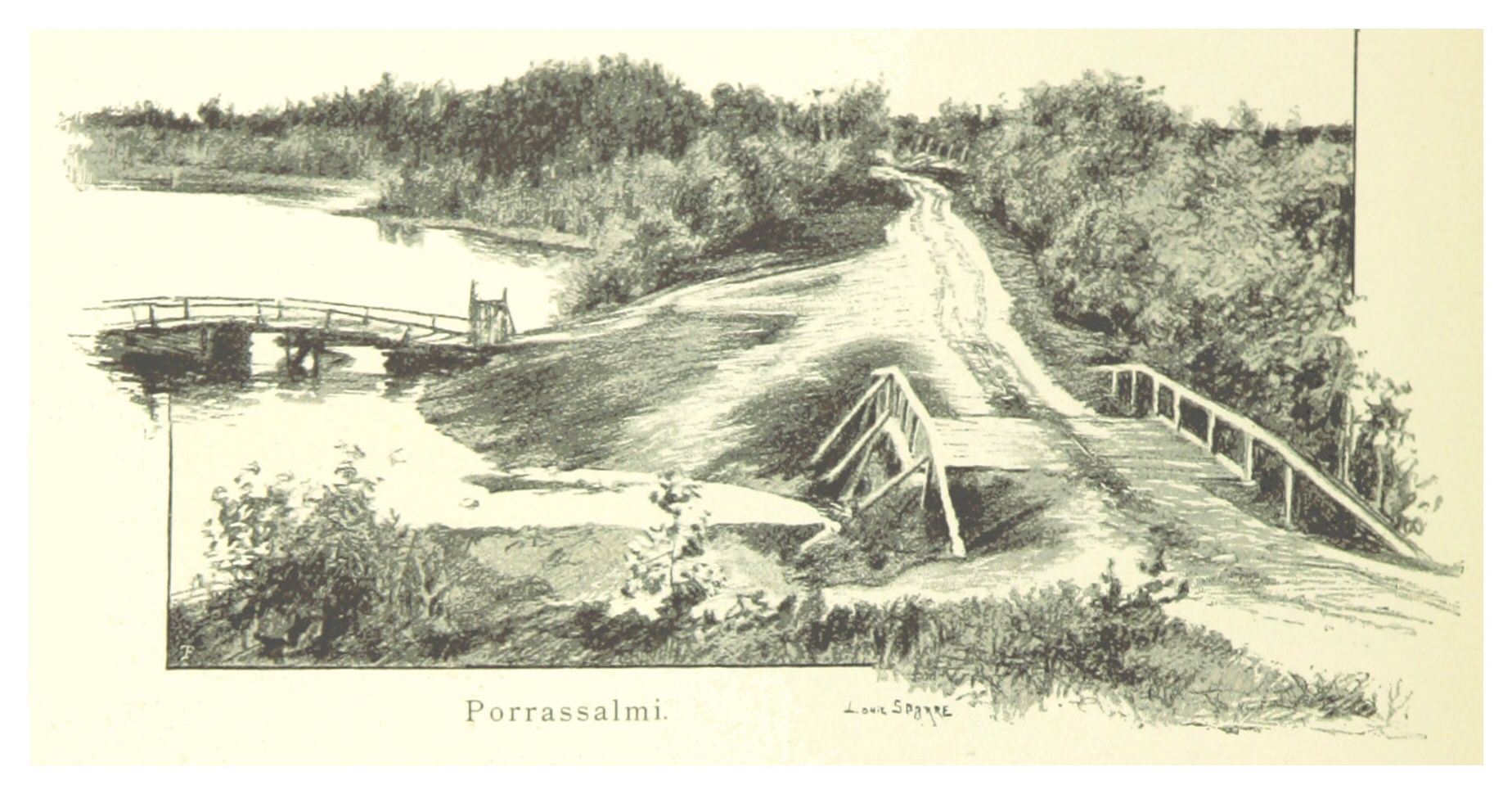
Bron vid Porrassalmi.

Om kvällen klockan 8 anfölls den svenska fältvakten av ryska trupper. Förstärkningar skickades från det svenska lägret, men kl 11 på kvällen tvingades svenskarna att dra sig tillbaka till huvudställningen vid bron. Redan klockan 12 var ryska trupper, med två kanoner, framme vid bron och började beskjuta de svenska trupperna.
De svenska trupperna lyckades under 20 timmars konstanta strider och ryska anfall med att stoppa och slå tillbaka de ryssarna. Svenskarna gjorde bland annat ett lyckat bajonettanfall mot de ryska styrkorna.
Flera av de ryska anfallen leddes av den svenske överlöparen i rysk tjänst Göran Magnus Sprengtporten, som skadades svårt under sitt anfall mot den svenska ställningen. Den 13:e ankom svenska förstärkningar och de ryska styrkorna drevs då slutligen på flykten. Dock fick inte striden någon strategisk betydelse, då den inte utnyttjades. Efter närmare 24 timmars strider drog sig de ryska trupperna tillbaka. 
Under striden utmärkte sig särskilt Carl Johan Adlercreutz, Georg Henrik Jägerhorn och Georg Carl von Döbeln. Värt att notera är att Jägerhorn innan Sprengtporten övergav Sverige, varit direkt underställd denne i de jägarförband som denne satte upp i Savolax.

## Förluster
Svenskarna led under slaget förluster som uppgick till 53 döda och cirka 150 skadade. Bland annat fick överste Gripenberg en kula i munnen och kapten Georg Carl von Döbeln fick en kula i pannan, varför han därefter alltid bar ett svart pannband.
Ryssarnas förluster uppgick till ca 300–400 döda och 600–700 skadade.